# 10010 Rudruna
10010 Rudruna este un asteroid din centura principală de asteroizi.

## Descriere
10010 Rudruna este un asteroid din centura principală de asteroizi. A fost descoperit pe 9 august 1978 la Observatorul de Astrofizică din Crimeea de Nikolai Cernîh și Liudmila Cernîh. Asteroidul prezintă o orbită caracterizată de o semiaxă mare de 2,47 ua, o excentricitate de 0,15 și o înclinație de 6,4° în raport cu ecliptica.